# Samuel Point
Der Samuel Point (bulgarisch Носът Самуил Nosat Samuil) ist eine Landspitze an der Südküste der Livingston-Insel im Archipel der Südlichen Shetlandinseln. Sie liegt 9,3 km ostnordöstlich des Botev Point und 5,6 km westsüdwestlich des Aytos Point auf der Südwestseite der Einfahrt zur Brunow Bay.
Britische Wissenschaftler kartierten sie 1968. Die bulgarische Kommission für Antarktische Geographische Namen benannte ihn 2002 nach dem bulgarischen Zaren Samuil (958–1014).